# Personaggi di Final Fantasy VI

I personaggi principali di Final Fantasy VI a bordo della Falcon, l'aeronave del gioco

Questa è la lista dei personaggi del videogioco del 1994 Final Fantasy VI, della Square.
Numerosi personaggi di Final Fantasy VI appaiono anche in altri titoli di Square, come Secret of Evermore, Kingdom Hearts II, Kingdom Hearts Re:coded, Lord of Vermilion II, Dissidia Final Fantasy, il prequel Dissidia 012 Final Fantasy, Theatrhythm Final Fantasy, Theatrhythm Final Fantasy: Curtain Call, Final Fantasy Tactics S, Final Fantasy All the Bravest e Final Fantasy XIII-2. Inoltre, il costume "Completo Ammaliatrice", presente in Lightning Returns: Final Fantasy XIII, è basato principalmente sul vestiario di Locke Cole.

## Creazione e sviluppo
Fu il primo gioco in cui Yoshitaka Amano, lo storico character designer della serie, venne affiancato da collaboratori: Tetsuya Nomura creò infatti l'aspetto e la storia di Shadow e Setzer Gabbiani, mentre Kaori Tanaka si occupò di Edgar Roni e Sabin Rene Figaro. Il gioco manca di un vero e proprio protagonista, dal momento che Yoshinori Kitase non voleva che la storia s'incentrasse su un solo personaggio, così che tutti avrebbero in qualche modo affascinato il giocatore. L'intento degli sviluppatori era infatti di trasformare i personaggi da semplici combattenti a veri e propri eroi complessi con motivazioni, pensieri e personalità uniche, in modo da evocare forti sentimenti ed emozioni nei giocatori. Ciò si rispecchia infatti anche nel gameplay: nonostante tutti i personaggi siano in grado di apprendere ogni singolo incantesimo del gioco, presentano comunque abilità e caratteristiche uniche che li differenziano l'uno dall'altro (Shadow può scagliare armi ai nemici, Edgar può usare gli arnesi, ma se il giocatore lo desidera può anche insegnare loro tutte le magie), permettendo così una più complessa e godibile personalizzazione dei personaggi e delle loro statistiche. In questo modo il team di sviluppo eliminò totalmente le numerose barriere e limitazioni del tipico sistema delle classi presente in numerosi giochi di ruolo, ma riuscì allo stesso tempo a rendere ogni personaggio completamente unico e diverso dall'altro.

## Personaggi principali

### Terra Branford
Una ragazza dal passato misterioso e in possesso del "potere mistico", ovvero l'abilità innata di utilizzare la magia. La sua classe è quella della Élite Magitek: è in grado di utilizzare potenti incantesimi e di trasformarsi in Esper con l'abilità Trance per raddoppiare le sue statistiche.

### Locke Cole
Un cacciatore di tesori coraggioso e dalla battuta sempre pronta, messaggero della Resistenza, ma il suo comportamento ottimista nasconde un triste passato. La sua classe è quella dell'Avventuriero: dispone di un parametro "Velocità" molto alto ed è più propenso alla fuga e al furto di oggetti dai nemici che al combattimento vero e proprio. Con il Guanto del ladro, l'abilità Ruba si muta in Scippo, permettendo a Locke di attaccare e sottrarre ai nemici oggetti allo stesso tempo. Numerose abilità e caratteristiche di Locke influenzeranno in futuro il personaggio di Gidan Tribal, del videogioco Final Fantasy IX.

### Celes Chere
Ex generalessa imperiale, la cui grazia è seconda solo al suo coraggio. Verrà salvata da Locke in una prigione dell'Impero dopo aver disertato. La sua classe è quella del Cavaliere Runico: è in grado di apprendere magie potenti, e grazie all'abilità Rune neutralizza qualunque incantesimo e lo converte in Punti Magia. Yoshinori Kitase ha affermato che si tratta del suo personaggio preferito del videogioco, insieme a Kefka.
Celes rimase orfana da piccola e venne cresciuta sotto l'Impero Gestahliano, con Gestahl già Imperatore di Vector. Durante la crescita, aveva un rapporto stretto con Cid del Norte Marquez, che la considerava come una figlia, e dopo numerosi, severi insegnamenti, venne infusa con potere Magitek già in giovane età e nominata Cavaliere Magitek. In questo gruppo di guerrieri conoscerà anche Kefka Palazzo, il comandante, ai tempi un ragazzo di 23 anni particolarmente egoista, crudele e molto severo, noto per le sue violente soluzioni e terribili strategie di guerra. Celes continuerà ad avere successo e, probabilmente a causa della cattiva influenza di Kefka, non avrà problemi a causare la terribile Strage di Maranda, giorno in cui molte donne e bambini innocenti persero la vita. In seguito, Kefka perderà del tutto la ragione a causa degli esperimenti Magitek ancora non perfezionati condotti 10 anni prima, diventando un uomo volgare, distruttivo, caotico, ma soprattutto molto più crudele: un vero e proprio psicopatico, e Celes farà quindi di tutto per evitarlo.
Celes si accorgerà in seguito del terribile posto in cui è stata cresciuta, e si ribellerà a Kefka dopo aver scoperto i suoi piani di avvelenare il regno di Doma, e deciderà di disertare dopo aver sentito parlare di un gruppo opposto all'Impero, la Resistenza. Verrà, tuttavia, catturata da due soldati durante la fuga, torturata in prigione e condannata a morte per il giorno dopo. Viene salvata da Locke, grazie al quale riuscirà a far parte del gruppo di ribelli. Dopo la trasformazione di Terra in Esper, diventerà la leader del gruppo in sua assenza, e sarà costretta a cantare nell'opera Maria & Draco per attirare il pilota Setzer Gabbiani e raggiungere l'Istituto di Ricerca Magitek, in una delle scene più celebri della storia videoludica. A seguito di numerosi eventi, durante i quali il gruppo mette in discussione la lealtà di Celes a causa di una trappola di Kefka, Kefka stesso e Gestahl riusciranno a dar vita al Continente Fluttuante, e lì Celes colpirà il folle clown allo stomaco con una spada. Il pagliaccio, ormai impazzito, ucciderà Gestahl, buttandolo giù dal Continente Fluttuante, e sconvolgerà l'equilibrio della Triade della Discordia, distruggendo il mondo. Celes finirà per separarsi dai suoi amici e cade in coma.
Celes si sveglierà dal coma un anno dopo su una piccola isola, sotto le cure di Cid, l'uomo che era come un padre per lei, ammalatosi a causa dei suoi sforzi nel prendersi cura di lei. Dopo vari, inutili tentativi di fargli mangiare del pesce, Cid morirà e Celes, in preda alla disperazione più totale, e convinta che tutti i suoi amici siano morti, tenterà il suicidio gettandosi da una rupe, in una scena spesso descritta dalla critica come una delle più commoventi e mature dei videogiochi. Tuttavia riuscirà a salvarsi, e trovando la bandana di Locke attorno all'ala di un uccello ferito si farà forza e andrà alla ricerca dei compagni dispersi con una zattera, la quale Cid stava costruendo segretamente per tutto quel tempo. È inoltre possibile, seguendo un metodo ben preciso e particolarmente lungo e complesso, evitare la morte dell'ex scienziato.
Dopo aver trovato i membri della Resistenza e aver sconfitto definitivamente Kefka, che era diventato un dio dopo aver assorbito i poteri della Triade della Discordia, Celes fa cadere per sbaglio la bandana di Locke durante la fuga dalla Torre. Tentando di recuperarla proprio quando la piattaforma sotto di lei comincerà a crollare, verrà nuovamente salvata da Locke, che l'aiuterà a risalire promettendole che d'ora in avanti non la lascerà mai. Farà la sua ultima apparizione sulla Falcon, durante il finale del gioco.
È stata nominata da IGN uno dei migliori personaggi della serie, lodando il perfetto accostamento di enorme coraggio e grazia nella sua personalità, e citando il brano Aria di Mezzo Carattere, che accompagna la celebre scena dell'Opera della quale è protagonista. GamesRadar la nomina uno dei migliori personaggi femminili videoludici in assoluto.
Celes appare anche come personaggio giocabile nella versione iOS di Theatrhythm Final Fantasy, e in Final Fantasy Record Keeper.

### Shadow
Un mercenario che offre i suoi preziosi servigi al miglior offerente, e che ha come unico amico il suo cane Interceptor, che in battaglia può subire attacchi fisici al suo posto e contrattaccare. La sua classe è quella dell'Assassino: potente fisicamente, e con l'abilità Tira può scagliare armi letali sul nemico e usare testi ninja.
Nella prima metà del gioco, è possibile utilizzare Shadow soltanto durante determinati momenti della trama, ad esempio durante l'assalto di Doma o il Continente Fluttuante. Il destino di Shadow nel gioco è completamente determinato da una scelta del giocatore: se, infatti, Terra e gli altri scappano dal Continente Fluttuante prima dello scadere del tempo, Shadow morirà durante l'apocalisse. Tuttavia, se si aspetta fino agli ultimi secondi vicino all'aeronave di Setzer, Shadow li raggiungerà e potrà essere reclutato successivamente nel Mondo in Rovina.
Nella seconda metà del gioco, Shadow viene trovato ferito nella Caverna del Veldt (se il ninja era però morto durante la distruzione del mondo, nella grotta si troverà invece la piccola Relm), e una volta salvato dall'attacco di due feroci Behemoth, tornerà a riposare a Thamasa. Più avanti, viaggerà fino all'Arena del Collo di Drago per ottenere una rara e potente arma ninja, la Striker, ma finirà col combattere con gli eroi e, sconfitto e rassegnato, si unirà definitivamente al gruppo.
Dormendo in diverse locande di diverse locazioni del Mondo in Rovina, o utilizzando semplicemente una Tenda quando il ninja sarà nel gruppo, il passato di Shadow verrà rivelato attraverso una serie di sogni. Il suo vero nome è Clyde, e un tempo agiva come assassino in compagnia del suo migliore amico, Baram (Billy nella versione originale giapponese). I due erano dei ricercati, ed erano conosciuti come "I banditi Shadow". Durante un attacco ai due da parte di alcuni soldati imperiali, Baram verrà ferito a morte. Quest'ultimo, quindi, rassegnato al suo destino, chiederà a Clyde di ucciderlo per evitare di soffrire, ma l'amico, incapace di compiere questo gesto, scapperà. Clyde raggiungerà Thamasa, e verrà soccorso da una donna e il suo cane (che in seguito Shadow chiamerà Interceptor). Qualche anno più tardi, Clyde avrà una figlia, Relm, ma dopo la morte della moglie, sarà costretto ad abbandonarla e a viaggiare verso posti lontani con il nome di Shadow per non essere riconosciuto dall'Impero, e Interceptor lo seguirà.
Alla fine del gioco, si vedrà Shadow scappare dalla Torre di Kefka che sta crollando, ma si fermerà improvvisamente e si allontanerà dal gruppo, per poi allontanare anche Interceptor, dicendogli che il suo viaggio è finalmente terminato, e che ora può smettere di seguirlo. Le sue ultime parole sono dirette a Baram: "Sembra che possa finalmente smettere di scappare... sto arrivando", suggerendo al giocatore che l'uomo si suiciderà. Interceptor verrà successivamente visto con Relm nel finale.
La relazione tra Shadow e Relm è stata confermata in un'intervista ai programmatori del gioco nel 1995. Dissero anche di aver rimosso (probabilmente per motivi di spazio) una scena in cui Strago diceva a Shadow di rivelargli la sua vera identità. Il dialogo doveva avvenire in un bar a Thamasa.
Malgrado il limitato numero di apparizioni nel gioco, Shadow è stato apprezzato dalla critica anche a distanza di anni dalla pubblicazione di Final Fantasy VI. Nella classifica dei migliori ninja nei videogiochi del sito web TechCrunch del 2008, Shadow è stato piazzato al quarto posto, mentre è stato inserito nella lista dei 6 personaggi più mascolini della serie da Destructoid, nel 2007. Complex, invece, l'ha nominato l'ottavo miglior assassino dei videogiochi nella sua classifica del 2013..
Shadow appare anche nella demo del 1995 di Final Fantasy VI: The Interactive CG Game come uno dei 3 personaggi giocabili (insieme a Terra e Locke), e anche come tutore in Dissidia Final Fantasy, accompagnato dall'inseparabile Interceptor.

### Edgar e Sabin Figaro
Edgar Roni Figaro è un giovane re di 27 anni, con tendenze da casanova (che non sembrano avere effetto sulle donne al di sopra degli 11 anni) formalmente alleato con l'Imperatore Gestahl, ma segretamente alleato alla Resistenza. La sua classe è quella del Meccanico: forte fisicamente e capace di usare macchine letali con il comando Arnesi.
Il fratello gemello di Edgar, Sabin Rene Figaro, è stato addestrato dal maestro Duncan Harcourt. È un Monaco, in grado di usare le Jujitsu, combinazioni di tasti che scatenano attacchi devastanti. Il wrestler professionista Josh Harter ha adottato il suo nome di combattimento, Chris Sabin, proprio da Sabin. Come Shadow, Sabin è stato nominato tra i sei uomini più mascolini della serie Final Fantasy nella classifica del 2007 del sito web Destructoid.
Edgar e Sabin sono nati come i principi del trono di Figaro, dal padre Stewart Remy Figaro e una madre menzionata da Sabin e morta di parto. A quattordici anni, Edgar partecipò alla "caccia dell'Antlion", un rito di passaggio all'età adulta e tradizione del regno, e con l'aiuto di suo fratello Sabin, riuscì a superarlo brillantemente. Le sue manie di donnaiolo iniziarono durante la gioventù, periodo in cui si metteva spesso nei guai nel tentativo di sedurre sua zia. A diciassette anni, l'Impero avvelenò suo padre, che morì con il desiderio di lasciare il trono ad entrambi i fratelli.
Sabin, sconvolto dal fatto che a nessuno del regno importava della morte del padre, ma solo della successione, esortò Edgar alla fuga dal castello e dalla politica corrotta. Edgar desiderava andare con suo fratello, ma sapeva che abbandonando il regno sarebbe andato contro la volontà del padre, e decise di dare al fratello la libertà e di diventare re dopo il lancio di una moneta: Sabin lasciò così il regno.
In futuro, Edgar stabilì un'amicizia ufficiale con l'Impero Gestahliano, ma non dimenticò mai che furono loro la causa della morte del padre: era infatti segretamente alleato con la Resistenza, con Locke Cole che fungeva da contatto fra di loro. Un giorno, Locke portò al castello una ragazza di nome Terra Branford, ed Edgar accettò di ospitarla per nasconderla dall'Impero. Poco dopo il malvagio generale Kefka Palazzo, consapevole dell'inganno, dà fuoco al castello, costringendo il Cancelliere a sommergerlo nella sabbia, e spinge la Resistenza alla fuga.
Edgar decide allora di portare Locke e Terra al covo della Resistenza, e scalano il Monte Koltz, ma vengono sfidati da Vargas, il figlio del maestro d'arti marziali Duncan Harcourt. Sabin arriva per salvarli, e dopo averlo ucciso decide di unirsi alla Resistenza. Raggiunto il covo organizzano una strategia con il capo Banon, per poi viaggiare lungo il fiume Lethe con una zattera per raggiungere la città di Narshe e vedere l'Esper congelato Valigarmanda. S'imbattono però in Ultros, una piovra parlante che separa Sabin dal resto del gruppo. Il giovane riesce a raggiungere Narshe dopo mille peripezie, e insieme alla Resistenza sconfigge Kefka e i suoi soldati, che volevano impadronirsi della creatura magica. Dopo la trasformazione di Terra in Esper, Edgar e Sabin si fermeranno brevemente al castello di Figaro, e ricorderanno i tragici eventi che li hanno separati.
Dopo l'improvviso pentimento dell'Imperatore Gestahl, Edgar, rimasto indietro assieme a suo fratello e Cyan, sedurrà una delle serve del sovrano per ottenere importanti informazioni, e scoprirà che si tratta in realtà di una farsa. Volerà quindi con l'aeronave di Setzer verso il villaggio di Thamasa, per avvertire il resto del gruppo delle vere intenzioni di Gestahl, ma è troppo tardi: l'Imperatore, insieme a Kefka, ha già dato vita al Continente Fluttuante, luogo in cui il malvagio generale, però, uccide Gestahl, distrugge il mondo e diventa un vero e proprio dio.
Un anno dopo l'Apocalisse, Sabin viene trovato da Celes al villaggio di Tzen intento a salvare il figlio di una donna chiuso in una casa che sta per crollare: grazie all'aiuto della ragazza, che porterà fuori il bambino, Sabin si unirà nuovamente alla Resistenza. Edgar, invece, consapevole del fatto che il suo castello è rimasto bloccato sotto il deserto, si traveste da ladro e si fa chiamare Gerad (l'anagramma del suo vero nome), per farsi condurre al regno di Figaro da un gruppo di cacciatori di tesori conosciuto come i ladri "Crimson". Celes e Sabin lo seguono, per poi aiutarlo in una battaglia contro un mostro tentacolare che aveva bloccato la sala dei macchinari del castello: Edgar si unisce allora al gruppo.
Dopo la morte di Kefka, il gruppo deve fuggire dalla torre che sta per crollare. Durante la fuga, Edgar viene salvato dalla caduta di una trave proprio da Sabin, che gli comunica che ha finalmente trovato il suo scopo nella vita: proteggerlo e supportarlo, motivo per cui andò ad allenarsi da Duncan appena lasciato il castello.
Gli sviluppatori, in un'intervista, hanno rivelato che, inizialmente, non riuscire ad uscire in tempo dalla casa di Tzen non avrebbe causato il game over, ma avrebbe portato alla morte di Sabin, stremato dall'aver sostenuto l'edificio per tutto quel tempo. Successivamente, tornando in città con Edgar in squadra e passandovi la notte, ci sarebbe stata una scena di notte dove Edgar si sarebbe messo a girare per la città e a scavare freneticamente tra le macerie alla ricerca del gemello.
Quest'opzione è stata rimossa perché il Mondo in Rovina era già triste e deprimente per sé e non volevano aggiungere altro dramma.

### Cyan Garamonde
Un nobile generale di Doma, che si unisce alla Resistenza per vendicare moglie e figlio, quando il suo regno viene colpito dall'epidemia causata dai veleni di Kefka. È un Samurai: un'elevata potenza fisica, unita alle Bushido (tecniche di combattimento con la katana), ne fanno un guerriero straordinario.
Cyan fa la sua prima apparizione durante l'assalto di Doma da parte del malvagio Impero Gestahliano. Pensa a una strategia per allontanare i soldati, e arriverà alla conclusione di dover uccidere il Comandante, in modo da far scappare il resto del gruppo. Nel frattempo, il crudele e disumano Kefka Palazzo ha piani ben diversi da quelli del generale Leo, e, annoiato e spazientito, prenderà la decisione di avvelenare le acque di tutto il Regno, a causa della quale morirà anche la famiglia di Cyan. In preda alla furia dopo aver trovato moglie e figlio morti, Cyan esce dal castello e uccide molti soldati del campo imperiale, attirando così l'attenzione di Sabin e Shadow, che lo aiuteranno a scappare dall'accampamento. Cyan, da quel momento, farà parte del gruppo per vendicarsi contro Kefka. Nella strada per tornare a Narshe s'imbatteranno nel Treno Fantasma, spettrale locomotiva che trasporta le anime inquiete all'aldilà. Quando Cyan, Sabin e Shadow si accorgono del posto in cui sono entrati, è ormai troppo tardi, e faranno di tutto per fermare il treno, persino affrontarlo in una battaglia particolarmente amata dagli appassionati, durante la quale Sabin potrà utilizzare la tecnica Suplex, sollevando e buttando a terra l'intero treno in movimento. Una volta scesi dalla locomotiva, Cyan assisterà alla partenza delle anime di sua moglie e suo figlio, e una volta capito di averli persi per sempre, si deprimerà. Questo episodio lo porterà a un trauma psicologico, che si manifesterà più tardi nel Mondo in Rovina.
In seguito al falso pentimento dell'Imperatore Gestahl, Cyan, Edgar e Sabin rimaranno a Vector per investigare sull'improvviso cambiamento dell'uomo. Avevano infatti ragione: dopo la strage di Thamasa e l'uccisione del generale Leo e di moltissimi Esper da parte di Kefka, Cyan raggiungerà Terra, Locke, Strago e Relm e li avvertirà di raggiungere il Continente Fluttuante, luogo in cui, però, Kefka distruggerà il mondo.
Nel mondo desolato il gruppo incontrerà una donna di nome Lola, che sta ricevendo numerose lettere da parte del suo amato: Celes e gli altri, però, dopo averne letta una, capiranno che si tratta in realtà di Cyan, che si sta fingendo il ragazzo di Lola per non darle dispiaceri (in realtà, infatti, è morto durante la distruzione del mondo). Una volta reclutato in cima al Monte Zozo, però, Cyan è costretto a mandare un'ultima lettera alla ragazza, dicendole la verità e invitandola a continuare a vivere, e a sperare in un mondo migliore.
Se, dopo averlo reclutato, si sceglierà di dormire nella stanza vicino alla sala del trono del castello di Doma, il giocatore darà il via a una missione secondaria in cui il gruppo entrerà negli incubi di Cyan e lo aiuterà e riprendersi dallo shock dell'avvelenamento di Doma e la morte dei suoi cari.
Cyan fa anche una piccola, segreta apparizione in Dissidia 012 Final Fantasy, durante l'installazione dei dati di gioco: se viene premuto ripetutamente il pulsante "L", Cyan apparirà sullo schermo a bordo di un Blindato Magitek (mezzi di trasporto utilizzati dall'Impero), incapace di controllarlo su un campo innevato.

### Setzer Gabbiani
Un giocatore professionista che cela, sotto comportamenti da spaccone, un triste passato e numerose insicurezze. La sua classe è quella dello Scommettitore: la sua abilità Slot può, a seconda del caso, scatenare potenti attacchi sui nemici, curare il gruppo o addirittura uccidere istantaneamente tutti gli avversari. Con le Jitte di Heiji, la sua abilità si trasforma in Elemosina: Setzer adesso può attaccare i nemici lanciando Gil, la moneta del gioco. Setzer Gabbiani compare anche in Kingdom Hearts II, curato da Tetsuya Nomura, e doppiato da Crispin Freeman in lingua inglese e Ryōtarō Okiayu in lingua giapponese.
Da giovane, Setzer ha avuto una breve relazione con Darill, proprietaria dell'aeronave più veloce del mondo, la leggendaria Falcon. Darill, preoccupata per il suo futuro, disse a Setzer che l'aeronave sarebbe diventata sua se le fosse successo qualcosa. Qualche giorno dopo, Darill spinse la Falcon ai suoi limiti, e morì tragicamente. La Falcon si schiantò su una valle lontana, e Setzer abbandonò i resti in una tomba sott'acqua (la Tomba di Darill).
Molti anni più tardi, quando Setzer si riprese dallo shock, cominciò ad interessarsi a una famosa cantante lirica, Maria. L'apice di quest'ossessione si presentò quando decise di elaborare un piano per catturarla nel bel mezzo della performance. Locke e il gruppo hanno disperatamente bisogno di un'aeronave, e decidono di far cantare Celes al posto dell'assente Maria, a causa della sua impressionante somiglianza. Dopo la celebre scena in cui la ragazza canta "Aria di Mezzo Carattere", Setzer rapisce Celes (scambiandola inizialmente per Maria), e il gruppo sale a bordo della Blackjack, la sua aeronave.
Setzer è deluso per non essere riuscito a catturare Maria, ma ben presto si accorge dell'addirittura superiore fascino di Celes: dopo una scommessa in cui la ragazza usa una moneta uguale in entrambi i lati per ingannarlo, Setzer è stupito e "innamorato" del carisma di Celes, e decide di unirsi al gruppo per vendicarsi nei confronti di Gestahl, uomo con cui ebbe numerosi problemi economici in passato.
Un anno dopo la distruzione del mondo, Celes, Edgar e Sabin trovano un Setzer ubriaco e depresso in una locanda di Kohlingen. Il ragazzo afferma di aver perso la sua aeronave a causa di Kefka, e dopo alcune discussioni in cui Setzer dimostra di aver veramente perso la speranza, decide infine di condurre Celes, Edgar e Sabin in quella stessa tomba in cui risiede la Falcon, aeronave del suo deceduto amore. Dopo l'uccisione di Kefka, Setzer decide inizialmente di trovare una via d'uscita dalla Torre con il lancio di una moneta, ma soltanto dopo si accorge che ciò che deve fare è percepire il pericolo e seguire il suo istinto, ricordando le sagge parole di Darill, "Quando pensi di avere ragione, hai torto".
Setzer compare anche in Kingdom Hearts II, della Square Enix. È l'unico personaggio di un titolo della serie in 2D a comparire nella saga. In questo gioco la sua personalità è estremamente alterata rispetto a quella del titolo originale, in quanto viene descritto come un idolo delle ragazzine e una persona egoista e senza scrupoli. Appare anche in Final Fantasy XIII-2, Final Fantasy Tactics e Dissidia Final Fantasy come tutor.

### Gau
Un bambino che ha imparato a vivere allo stato brado. Si unirà alla Resistenza dopo avergli dato del cibo nel "Veldt", il territorio selvaggio in cui è cresciuto. La classe di questo personaggio è il Ragazzo Selvaggio: è in grado di assimilare le tecniche di determinati mostri con il comando Balzo, e di poterle utilizzare con l'abilità Furore.
Nel Mondo in Rovina si scoprirà che la madre di Gau morì poco dopo la sua nascita, e, di conseguenza, il padre perse del tutto la ragione. Pensando che suo figlio fosse in realtà un demone, lo abbandonò nel Veldt e, credendo che tutto fosse solo un brutto sogno, dimenticò per sempre la sua famiglia. Dopo l'Apocalisse, Gau incontra finalmente suo padre, il quale ovviamente non lo riconosce, e Sabin vuole quindi aiutarli a riunirli. Tutti gli sforzi risultano vani, ma questo a Gau non importa, in quanto è semplicemente felice di sapere che suo padre è ancora vivo.

### Strago Magus
Un potente mago che addestra la nipotina Relm e studia il misterioso comportamento dei mostri vicino al villaggio di Thamasa, luogo in cui vive. È un Mago Blu: se subisce gli effetti di determinati incantesimi di un nemico, impara la suddetta magia.
Rivelerà in seguito al gruppo di essere in realtà uno dei discendenti degli umani che lottarono nella Guerra dei Magi. Un anno dopo l'Apocalisse, pensando che Relm sia morta, il povero Strago si unirà al Culto di Kefka: tuttavia, se il giocatore riesce a trovare la sua nipotina, allora il vecchio mago si farà forza e si unirà nuovamente al gruppo per uccidere Kefka una volta per tutte. Se poi il giocatore tornerà a Thamasa con Strago e Relm nel gruppo, si attiverà una missione secondaria in cui l'anziano stregone dovrà andare alla ricerca e uccidere una creatura leggendaria chiamata Hidon, che era solito cacciare durante la sua gioventù insieme al migliore amico Gungho.

### Relm Arrowny
Una bambina cresciuta dal mago Strago, Relm è una disegnatrice professionista. La sua classe, infatti, è proprio quella della Pittomante: è in grado di eseguire schizzi dei nemici per materializzare potenti creature. Con i Baffi finti, Pittura diventa Controlla: per un turno Relm può ora piegare al suo volere un nemico.
Nel Mondo in Rovina, assistendo ai numerosi sogni di Shadow, sarà possibile capire che Relm è in realtà la figlia del ninja.

### Mog
Un Moguri (una delle creature più celebri della serie) che si unirà alla Resistenza solo se il giocatore lo salverà da un bandito che lo ha preso in ostaggio a Narshe. Può anche essere reclutato successivamente nel Mondo in Rovina, se il giocatore decidesse di aiutare il bandito. La sua classe è quella del Danzatore: selezionando il comando Danza, Mog userà una combinazione di 4 attacchi, differenti a seconda del luogo in cui il gruppo sta combattendo. Mog è inoltre la voce narrante all'inizio del videogioco.

### Umaro
Creatura che appartiene alla leggendaria razza degli yeti. La sua classe è quella del Berseker: nonostante non possa usare magie e non possa essere controllato dal giocatore, è il personaggio dalla più elevata potenza fisica del gioco. Equipaggiando la Reliquia Globo Bufera, Umaro avrà la possibilità di utilizzare l'attacco Bufera in battaglia, mentre con l'Anello d'ira lo yeti potrà scagliare i suoi alleati contro i nemici per causare ingenti danni fisici.

### Gogo
Un mimo la cui vera identità è avvolta nel mistero. Facendo parte della classe del Mimo, riesce a copiare l'ultima azione, sia essa magia o attacco, eseguita da uno dei membri del gruppo, senza usare Punti Magia. Inoltre, è totalmente personalizzabile in quanto abilità: gli si potrà infatti equipaggiare qualunque comando dalla voce "Status" del menu principale, sia esso Jujitsu, Ruba o qualunque altro, Gogo lo potrà utilizzare.

## Personaggi secondari

### Gruppo Kupò
Una combriccola di Moguri di cui faceva parte anche Mog, che all'inizio del gioco offrirà il suo aiuto a Locke per difendere una vulnerabile Terra dagli attacchi delle guardie di Narshe. Non possiedono alcuna particolare abilità, ma sono equipaggiati con potenti armi che garantiscono loro una buona offensiva.

### Banon
Il capo della Resistenza. Uomo severo ma giusto, odia l'Impero Gestahliano e propugna l'utilizzo di ogni mezzo per fermare la sua spinta espansionistica. In battaglia è classificato come Oracolo: non è molto forte fisicamente, ma l'abilità Prega guarisce tutti i membri della squadra.

### Leo Cristophe
Il miglior generale dell'Impero Gesthaliano in seguito al crollo mentale di Kefka, e il rivale di quest'ultimo. Nonostante sia alleato dei nemici, è un uomo giusto, che preferisce alla violenza la diplomazia, e per questa sua indole si troverà spesso in disaccordo con Kefka, che preferisce optare a soluzioni molto più violente. Lo si potrà utilizzare solo nella battaglia contro il folle pagliaccio a Thamasa, prima di essere ucciso. La sua classe è quella del Paladino: ha alti valori fisici, che uniti a un ottimo equipaggiamento e alla Reliquia Tomo del Maestro (che permette di attaccare fino a 4 volte di seguito in un solo turno) ne fanno uno straordinario attaccante. Ha anche a disposizione l'abilità Shock, che colpisce tutti i nemici causando gravi danni magici.
Leo Cristophe nacque a Vector, capitale dell'Impero Gestahliano. Divenne presto un soldato, dimostrando di essere superiore a numerosi uomini dal rango persino più elevato del suo, e portando a termine ogni missione e incarico con successo. È un uomo rispettato dall'Impero per il suo onore e coraggio, al contrario di Kefka, crudele "persona" che molti temono. Fu uno dei pochi soldati a rifiutare l'infusione con potere Magitek.
Leo appare per la prima volta durante un flashback di Terra, in cui ascolta il discorso dell'Imperatore Gestahl ai suoi uomini. Quando Sabin e Shadow arrivano al Campo Imperiale, vicino al castello di Doma, notano subito il suo onore e le sue qualità, che lo rendono a tutti gli effetti una persona che non sembra neanche far parte di un malvagio impero. Viene infatti udito segretamente da Sabin e Shadow il suo discorso con un soldato, durante il quale il nobile generale suggerisce al membro delle truppe di non attaccare subito il castello di Doma, per evitare inutili sacrifici. Kefka, tuttavia, non sopporta questi modi di fare del generale, e avvelena per divertimento le acque del regno durante una breve assenza di Leo, compiendo così un vero e proprio genocidio e uccidendo anche la moglie e il figlio di Cyan.
Quando gli Esper, svegliati dal loro sonno, attaccano e bruciano Vector, l'Imperatore Gestahl si pentirà improvvisamente di tutte le sue azioni, diventando un uomo apparentemente leale e sincero. Ordina così alla Resistenza di viaggiare con un traghetto fino a Thamasa per cercare gli Esper fuggiti, e vengono accompagnati da Leo, Celes e Shadow. Kefka, invece, è stato messo in carcere per terribili crimini commessi prima e dopo il suo crollo mentale. Durante il viaggio in barca verso Thamasa, Leo ha un breve discorso con Terra, durante il quale la ragazza afferma di aver paura e di non comprendere ancora cosa sia l'amore. Leo, mortificato e senza effettive risposte, dice a Terra di dover continuare e trovare ciò che cerca da sola.
Successivamente, gli eroi riusciranno a trovare gli Esper, aiutati anche da Strago e Relm, due abitanti del villaggio. Dopo essere tornati a Thamasa, sembra che un lungo periodo di pace stia finalmente per iniziare, ma un Kefka scatenato e completamente fuori controllo evade dal carcere dell'Impero e uccide tutti gli Esper ritrovati dalla Resistenza, dopo aver bruciato il villaggio e messo KO senza problemi l'intero gruppo. Leo, questa volta veramente arrabbiato con il pazzo Kefka, lo affronta con l'intento di ucciderlo una volta per tutte. Sembra riuscirci, ma in realtà il mago ha utilizzato un ologramma per confonderlo e, in un momento di confusione del generale, lo attacca alle spalle e lo pugnala numerose volte, tingendo di rosso l'intera schermata di gioco e uccidendolo.
Il gruppo si risveglia e seppellisce il generale, l'unica persona leale e giusta dell'Impero.

### Cid del Norte Marquez
È il capo ricercatore e scienziato dell'Impero Gestahliano, nonché il padre adottivo di Kefka e Celes. I suoi esperimenti portarono alla nascita della tecnologia Magitek e di soldati magicamente potenziati, i Cavalieri Magitek, insieme allo sviluppo di equipaggiamento indistruttibile. È inizialmente alleato con l'Impero, ma in seguito si unirà alla Resistenza per la lotta contro Kefka dopo aver scoperto che gli esperimenti sulla tecnologia Magitek uccidevano gli Esper, cosa che lo inorridisce a tal punto da voler mollare l'Impero. Dopo la distruzione del mondo, Cid si sveglierà su un'isola deserta insieme a Celes, e si prenderà cura di lei durante l'intero periodo di coma della ragazza. Proprio come lo scienziato affermerà, insieme a lui si trovarono sull'isola numerosi sopravvissuti, che però si suicidarono o morirono di fame, sete e disperazione. Poco tempo dopo, Cid si ammalerà, e Celes dovrà dargli del pesce per tenerlo in vita: a questo punto, il destino dello scienziato è interamente nelle mani del giocatore, che dovrà scegliere i pesci più svelti e difficili da catturare, altrimenti morirà. Se Cid guarisce, fornirà una zattera a Celes di sua spontanea volontà, con la quale la ragazza dovrà andare alla ricerca dei compagni dispersi. Se lo scienziato, invece, muore, Celes si suiciderà, ma finendo in acqua riuscirà a salvarsi, e trovando la bandana di Locke nella spiaggia avrà finalmente il coraggio di prendere la zattera di Cid e cominciare un nuovo viaggio dopo aver trovato una sua lettera.

## Antagonisti

### Kefka Palazzo
Generale imperiale, potente mago, comandante dei Cavalieri Magitek e folle psicopatico, la cui unica gioia nella vita deriva dal causare morte e distruzione ovunque: è temuto dalla Resistenza, dai suoi sottoposti e persino da Gestahl, ed è considerata la persona più pericolosa dell'Impero. Non appena entrerà in possesso dei poteri della Triade della Discordia non esiterà a sbarazzarsi di Gestahl e devastare l'intero mondo, assorbendo i poteri delle tre divinità e diventando un vero e proprio dio. Attorno a lui si radunerà il gruppo dei cosiddetti Fanatici (il Culto di Kefka nella versione originale per Super Nintendo) e alcune bestie mistiche da tempo estinte torneranno in vita; si tratta degli otto draghi elementali, del Mortifero, di Ultima, del Drago Kaiser e di Omega Weapon (questi ultimi due presenti solo nell'edizione per Game Boy Advance).
Kefka è considerato dalla critica uno dei più grandi cattivi della storia dei videogiochi, nonché uno dei migliori personaggi della serie.

### Imperatore Gestahl
Uomo di umili origini che aprì il passaggio che conduceva al Mondo degli Esper, e si servì dei poteri di questi ultimi per dominare il mondo. Fu lui ad allevare Terra Branford, consapevole della natura di quest'ultima, e a sfruttarla per piegare al suo volere una città dopo l'altra. Verrà ucciso da Kefka poco prima dell'Apocalisse.

### Ultros e Typhon
Ultros, o Orthros in alcune versioni del gioco, è un'enorme piovra viola che mette spesso i bastoni fra le ruote ai protagonisti. Dopo la distruzione del mondo diventerà l'addetto alla reception dell'Arena del Collo di Drago. È servito da un gigantesco essere dalla forza strepitosa, Typhon (o Chupon nella versione originale per Super Nintendo), che può essere affrontato nella suddetta arena scommettendo determinati oggetti, ma la sua abilità Sbuffata porrà subito fine allo scontro (è comunque possibile ucciderlo prima che usi la mossa).

## Accoglienza
Il cast di Final Fantasy VI è stato apprezzato dalla critica, ed è considerato uno dei più riusciti e amati della storia dei videogiochi. Nella sua recensione della riedizione per Game Boy Advance, IGN affermò che il cast è «vasto e vario, e anche se adesso può sembrare che molti di loro traggono spunto dagli archetipi dei personaggi dei giochi di ruolo tradizionali, Final Fantasy VI è stato il gioco che ha contribuito a definire in primo luogo questi archetipi». Secondo GameSpy «il grande cast di personaggi, che è uno dei vari punti forti del gioco, è davvero impressionante per individualità, sia dal lato della storia sia da una prospettiva di gioco, così come il grande sforzo che è stato profuso nell'esplorare a fondo le loro personalità, storie e motivazioni». Nintendo Power nominò i personaggi i più memorabili dell'intera saga. The Escapist affermò che Final Fantasy VI riuscì a creare un legame perfetto tra il giocatore e i personaggi. Spiega infatti che «una volta raggiunto il Mondo in Rovina, la natura non lineare del gioco consente al giocatore di raggiungere la Torre di Kefka e terminare l'avventura in qualunque momento, evitando quindi di salvare ogni singolo personaggio. Eppure, dopo aver trascorso decine di ore con questi personaggi, e dopo essere rimasti totalmente investiti nelle loro tribolazioni, gioie e dolori, è praticamente impossibile lasciare indietro anche solo uno dei nostri carissimi amici pixelati», nominandolo in seguito il miglior cast della storia dei videogiochi.
Numerosi personaggi del cast hanno ricevuto lodi e attenzioni individuali da parte della critica. Kefka Palazzo, ad esempio, è stato ripetutamente nominato da vari siti web e riviste uno dei migliori cattivi dei videogiochi e, in alcune occasioni, persino il più grande personaggio dell'intera saga. Terra e Celes figurano frequentemente tra i migliori personaggi femminili videoludici, entrambe lodate per le loro sequenze memorabili (l'iconica introduzione tra la neve di Narshe, la celebre scena dell'Opera, il suicidio di Celes in seguito all'Apocalisse) e venendo descritte come enormi punti di riferimento per tutte le future protagoniste femminili della saga. Shadow è stato nominato da diverse riviste e siti web (quali Nintendo Power, Destructoid e Wild Gunmen) uno dei migliori ninja della storia dei videogiochi, mentre Interceptor, il fedele cane di Shadow, vinse i Nintendo Power Awards del 1994 raggiungendo il primo posto nella categoria "Miglior Compagno", ed è considerato da RPGamer uno dei migliori aiutanti videoludici. Ultros è considerato da IGN uno dei migliori personaggi della saga, venendo da loro lodato per essere riuscito a portare nella trama anche un'ottima e ben studiata comicità, in un gioco che, secondo il sito, «ne aveva assolutamente bisogno», e lodando in seguito anche le sue numerose, iconiche frasi della localizzazione nordamericana di Ted Woolsey. In un sondaggio condotto dalla rivista V Jump, otto personaggi del cast — Locke, Edgar, Celes, Setzer, Terra, Shadow, Sabin e Relm — emersero tra i 15 più popolari dell'intera serie di Final Fantasy.